# Brasserie Artisanale de Rulles
Brasserie Artisanale de Rulles is een Belgische brouwerij te Rulles in de provincie Luxemburg.

## Geschiedenis
De brouwerij werd opgestart in 2000 door Grégory Verhulst met een brouwketel van 10 hl. Het eerste bier La Rulles Biére de Gaume, later omgedoopt naar La Rulles Blonde, werd op de markt gebracht en dat jaar werd 129 hl geproduceerd. In 2001 werd een tweede bier La Rulles Cuvée 1er anniversaire op de markt gebracht, dit bier kreeg later de benaming La Rulles Brune. In 2003 kwam het derde bier La Rulles Triple op de markt en werd de opslagcapaciteit verhoogd. In 2004 bedroeg de jaarproductie reeds 567 hl. In 2005 werden twee nieuwe bieren gelanceerd, het verjaardagsbier La Rulles Estivale en het winterbier La Rulles Cuvée Meilleurs Voeux. In 2006 werd een grotere brouwinstallatie geïnstalleerd met een brouwketel van 30 hl. Ter gelegenheid van het 10-jarig bestaan in 2010 kwam er weer een nieuw bier bij, La Rulles La Grande 10 In 2011 werd er 2267 hl geproduceerd. In 2012 werd de brouwerij opnieuw uitgebreid met de bedoeling de jaarcapaciteit naar 5000 hl te brengen.

## Bieren
- La Rulles Blonde,
- La Rulles Brune,
- La Rulles Triple,
- La Rulles Estivale
- La Rulles Cuvée Meilleurs Vœux
- La Rulles La Grande 10
- La Rulles Saison